# Politique des villes nouvelles françaises
La politique des villes nouvelles françaises est une politique d'aménagement du territoire mise en œuvre en France à partir du milieu des années 1960 jusqu'à nos jours, et ayant pour application pratique la réalisation de neuf villes nouvelles sur le territoire. L'objectif principal du plan est d'éviter la concentration urbaine dans les grandes métropoles et notamment à Paris et de réaliser un développement urbain multipolaire.
Il s'agit des cinq villes nouvelles d'Évry-Courcouronnes, Cergy-Pontoise, Marne-la-Vallée, Sénart et Saint-Quentin-en-Yvelines en Île-de-France, et de Val-de-Reuil, Lille-Est, l'Étang de Berre et L'Isle-d'Abeau en marge des agglomérations respectives de Rouen, Lille, Marseille et Lyon.
En 2020, la plupart des établissements publics d'aménagement issus de cette politique ont été dissous, pour la majorité au cours des années 1980 ou 2000. Ceux de Marne-la-Vallée et de Sénart subsistent. Les différents syndicats d'agglomération nouvelle ont tous été dissous en communautés d'agglomération.

## Historique

### Genèse et objectifs initiaux
En 1965, après la création de l'Institut d'aménagement et d'urbanisme de la région d'Île-de-France, le Schéma directeur d'aménagement et d'urbanisme (SDAURP) est adopté. Il est conçu, puis mis en place, sous la direction du Délégué général au District de la région de Paris Paul Delouvrier, en poste de 1961 à 1969.
Ce Schéma directeur de la région Île-de-France adopté en 1965 lance les projets de villes nouvelles, de réseau express régional (RER) et d'autoroute de banlieue afin de canaliser la croissance rapide de l'agglomération parisienne. Le but du plan est de renforcer le desserrement de la région et de mettre en valeur des pôles de développement éloignés du centre de l'agglomération pour qu'ils puissent acquérir une véritable autonomie. Le plan précédent (PADOG, Plan d'aménagement et d'organisation générale) prévoyait au contraire de limiter le développement de la région parisienne et de développer d'autres villes françaises.
Les villes nouvelles parisiennes doivent être créées en dehors de villes existantes et se trouver de 15 à 50 kilomètres de Paris. À l'origine, le SDAURP prévoit la création de huit villes nouvelles, sans préciser d'implantation précise. Leur nombre est ensuite ramené à cinq.
En décembre 1970, un Groupe central des villes nouvelles (GCVN) est créé pour coordonner la création de villes nouvelles autour de Rouen, Lyon, Lille et Marseille. Ce groupe est présidé par Roger Goetze et Jean-Eudes Roullier en est le secrétaire général. En plus des cinq villes nouvelles prévues en région parisienne, on en prévoit quatre autres dans le reste de la France.
Les villes nouvelles se veulent différentes des banlieues dortoirs et surtout des grands ensembles du début des années 1960. Au contraire, l'objectif cette fois est d'en faire des lieux relativement autonomes, avec une capacité d'accueil qui assure l'équilibre entre habitat et emploi. Les villes nouvelles ont pour objectif de fixer la population sur place et de permettre une déconcentration urbaine.

### Outils et structures juridiques
Le programme se déroule dans le cadre juridique des opérations d'intérêt national (OIN), qui permet à l'État d'avoir une mainmise totale en matière d'urbanisme sur les territoires concernés. Au niveau local est mis en place pour chaque ville nouvelle un Établissement public d'aménagement (EPA) chargé de gérer les constructions et l’urbanisation sur les territoires concernés, appliquant ainsi sur le terrain les volontés de l’État. Ils emploient des fonctionnaires de l'État bénéficiant d'une grande autonomie.
Chaque EPA peut utiliser les outils d'aménagement urbains récemment créés. Les zones d’aménagement différé (ZAD) permettent à l'EPA de geler toute évolution de l’urbanisation dans les zones où la ville nouvelle doit s’étendre dans le futur, tout en limitant la spéculation foncière. Ces terrains, achetés par l’EPA par le biais d'un droit de préemption, sont ainsi des zones sur lesquelles les aménageurs peuvent réfléchir à long terme aux aménagements de la ville. Les zones d’aménagement concerté (ZAC), créées en 1967, plus souples que les ZUP auxquelles elles se substituent, permettent une réflexion globale sur l’aménagement d’une partie de la ville et l’instauration d’une concertation entre les acteurs : les collectivités publiques, les aménageurs et les promoteurs privés, même si l’État garde le dernier mot.
Au niveau local, des structures de coopération intercommunale spécifiques sont créées par la loi Boscher du 10 juillet 1970. La loi Boscher propose aux communes concernées, trois choix d’associations original de regroupement de commune : le syndicat communautaire d’aménagements (SCA), l’ensemble urbain et la communauté urbaine. Les communes ont quatre mois pour choisir une de ces trois formules d’associations. Au début de son adaptation, la loi dite « Boscher » était fortement controversée car il y avait l’envie d’un compromis entre une volonté centrale d’impliquer les élus et un désintérêt local. Elle sera rediscutée en 1981, afin d'y apporter des modifications.
À partir de 1974, le retournement de conjoncture lié à la crise économique touche de plein fouet le domaine de l’immobilier et conduit au ralentissement de la construction des villes nouvelles. Les EPA tentent de lancer sur le marché des milliers de mètres carrés de bureaux, de commerces et de logements privés au moment même où les acheteurs se font plus rares. Les projets des dernières villes nouvelles lancées sont sérieusement contrariés comme à Sénart ou Marne-la-Vallée.
En parallèle, dans un contexte de décentralisation politique, la politique autoritaire de l'État est modérée. La nouvelle loi Rocard du 13 juillet 1983, inspiré par le groupe central des villes nouvelles, prévoit que les communes qui le souhaitent, sont autorisées à quitter le périmètre de la ville nouvelle. De la même manière, les SCA sont transformés en Syndicats d'agglomération nouvelle (SAN), structures intercommunales dont l'exécutif est élu et doté d'une autonomie fiscale. Les communautés d'agglomération nouvelle (CAN) sont également créées au même moment, mais ce statut similaire au Syndicats d'agglomération nouvelle, ne sera adopté par aucune structure.
Le choix entre ces différentes structures s'effectue à la majorité qualifiée des conseils municipaux concernés c’est-à-dire par les deux tiers des communes représentants plus de la moitié de la population ou la moitié des communes représentants plus des deux tiers de la population. Ce décompte ne s'effectue qu'entre les communes dont les conseils municipaux se sont prononcés en faveur de l'une des différentes structures proposées. S’il n’y a pas de décision obtenue dans ces conditions avant l'expiration du délai de six mois, la zone comprise à l'intérieur du périmètre d'urbanisation est érigée en commune.
Les SAN et CAN se voient attribuer des compétences aux niveaux intercommunales et aides au bon fonctionnement et déroulement des agglomérations nouvelles. Celles-ci s’exercent sur l’ensemble des territoires des communes concernées. Selon l’article L 5333-1 du CGCT, elles disposent de « compétences de programmation et d’investissement dans l’urbanisme, dans la diversification des réseaux, de logements du développement économique ».

### Fin du statut des villes nouvelles

#### Régime de droit commun de sortie
La loi Chevènement de 1999 propose au SAN deux types de transformation pour sortir du statut de ville nouvelle : le maintien du statut de SAN avec la fin du régime particulier de l'OIN et la transformation en communauté d'agglomération. Ces deux possibilités sont encadrées par les articles 5341-1 et suivants du CGCT.
Tout d'abord, le maintien du statut de SAN est rendu possible après l'adoption du décret qui fixe la date d'achèvement des opérations d'aménagement et de construction des villes nouvelles.
Les SAN maintenues ne pourront plus bénéficier du régime financier particulier des villes nouvelles, mais en revanche le retrait d'une commune membre d'un SAN reste plus strict que pour une communauté d'agglomération.
La deuxième possibilité est la transformation en communauté d'agglomération. Les SAN doivent alors respecter les conditions et les compétences obligatoires des communautés d'agglomération fixés à l'article L. 5216-1 du CGCT.

#### Loi du 10 décembre 2010
Ces conditions n'étant pas toujours aisées à respecter pour les SAN, le législateur a mis en place un régime dérogatoire introduit par la loi du 10 décembre 2010, assouplissant les conditions requises par l'article l'article L. 5216-1 du CGCT.
Les élus membres des SAN peuvent alors adopter plus facilement les mesures nécessaires au respect des conditions et compétences des communautés d'agglomération. Avant la publication du décret d'achèvement, les modalités d'admission d'une nouvelle commune sont facilitées et le transfert de compétences entre les communes et le SAN voit son régime assoupli. Après la publication du décret d'achèvement, l'article L. 5341-3 du CGCT décrit la procédure simplifiée d'élargissement du périmètre du SAN.

#### Sortie du régime d'opération d'intérêt national (OIN)
L'achèvement des opérations d'aménagement et de construction des villes nouvelles signifie également la fin de la participation de l'État dans ces opérations au travers de l'OIN. Les conséquences sont la suppression du périmètre d'urbanisation ainsi que le retour au droit commun de l'urbanisme.

#### Effets de la transformation en communauté d'agglomération
Les conséquences de la fin du statut de ville nouvelle peuvent être résumées en deux grandes modifications.
Tout d'abord au niveau du statut des institutions locales, la transformation du SAN en communauté d'agglomération nouvelle n'entraîne pas la création d'une nouvelle personne morale. Cela signifie que la communauté d'agglomération nouvellement crée continue d'exercer les compétences du SAN prévues aux articles L. 5333-1 à L. 5333-8 du CGCT. De plus, la transformation entraîne également la suppression de l'EPA, les communautés d'agglomérations prenant en charge le rôle d'aménageur qui était jusque-là attribué à l'EPA et par la même occasion assurent le financement des opérations.
La seconde modification est le transfert des responsabilités et du patrimoine entre l'État et le SAN avant transformation. Les transferts de responsabilité et de propriété prennent la forme de conventions de sortie d'opérations d'intérêt national des villes nouvelles qui fixent les modalités.

## Neuf villes nouvelles

### Lille-Est (Villeneuve-d'Ascq)

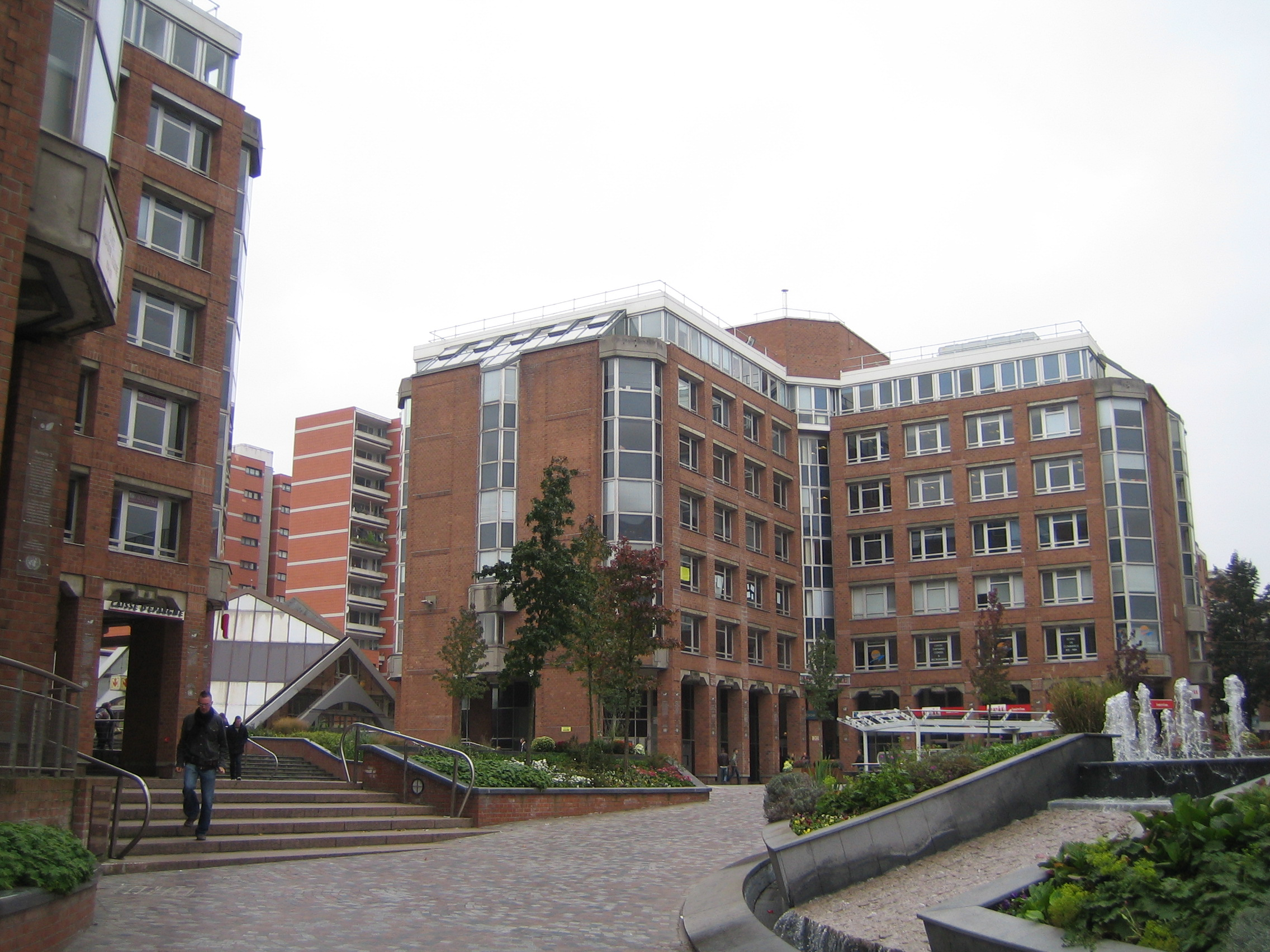
Place Salvador Allende à Villeneuve-d'Ascq

Une mission d'aménagement est créée en 1968 pour aménager la zone est de l'agglomération lilloise. L'Établissement public d'aménagement de Lille-Est (EPALE) est créé le 11 avril 1969 près de Lille. Son périmètre d'action concerne alors 13 communes : Annappes, Ascq, Flers, Hellemmes, Lezennes, Mons-en-Barœul, Ronchin (en partie), Lesquin, Forest-sur-Marque, Tressin, Anstaing, Sainghin-en-Mélantois (en partie) et Hem. Dès le 25 février 1970, trois de ces communes (Annappes, Ascq et Flers) fusionnent pour constituer Villeneuve-d'Ascq. Dès 1982, l'aménagement de la ville nouvelle est considéré comme terminé. L'EPALE est dissous le 1er janvier 1984.

### Évry
Une première mission d'étude et d'aménagement est installée sur place dès 1967 et l'établissement public d'aménagement « EPEVRY » est créé le 12 avril 1969. Le périmètre d'opération d'intérêt national est initialement prévu pour 14 communes réunies autour de trois centres urbains : Grand Évry (Évry, Courcouronnes, Ris-Orangis, Grigny, Bondoufle, Fleury-Mérogis), Évry-Ouest - Vallée de l'Orge (Sainte-Geneviève-des-Bois, Saint-Michel-sur-Orge, Morsang-sur-Orge, Villemoisson-sur-Orge, Viry-Châtillon) et Corbeil-Lisses-Villabé (Corbeil-Essonnes, Lisses, Villabé). Il est finalement redessiné pour concerner alors les seules communes de Bondoufle, Courcouronnes, Évry, ainsi qu’une partie du territoire de Ris-Orangis. En 1983, le syndicat d'agglomération nouvelle regroupe pour sa part les communes de Bondoufle, Courcouronnes, Évry et Lisses, et dans la pratique, l'EPEVRY intervient aussi sur cette dernière commune. La nouvelle préfecture du département de l'Essonne est inaugurée en 1971 et devient le centre du nouveau quartier central de la ville. L'EPEVRY est dissous en 2000 et le SAN devient la Communauté d'agglomération Évry Centre Essonne en 2001, absorbée par la Communauté d'agglomération Grand Paris Sud Seine Essonne Sénart en 2016.

### Cergy-Pontoise
Une mission d'aménagement est mise en place dès 1968 et l'EPA créé le 16 avril 1969 pour un territoire de 15 communes du Val-d'Oise et des Yvelines réduites à 11 en 1984 après le départ de Boissy-l'Aillerie, Ennery, Maurecourt et Méry-sur-Oise. Par conséquent, Cergy, Courdimanche, Éragny, Jouy-le-Moutier, Menucourt, Neuville-sur-Oise, Osny, Pontoise, Puiseux-Pontoise, Saint-Ouen-l'Aumône et Vauréal forment alors un nouveau SAN. Le projet est polarisé autour de la nouvelle préfecture du département du Val-d'Oise puis avec un nouveau centre-ville créé ex nihilo autour du projet urbain de l'axe majeur. La ville quitte le programme des villes nouvelles le 31 décembre 2002 avec la dissolution de l'EPACERGY et la transformation du SAN en Communauté d'agglomération en 2004.

### Saint-Quentin-en-Yvelines
Le 21 octobre 1970, l'Établissement public d'aménagement de Saint-Quentin-en-Yvelines (EPASQY) est créé. Son périmètre d'action couvre alors 11 communes. En 1983, 4 communes quittent le périmètre (Bois-d'Arcy, Coignières, Maurepas et Plaisir), les 7 communes restantes constituent le SAN de Saint-Quentin-en-Yvelines : Élancourt, Guyancourt, La Verrière, Magny-les-Hameaux, Montigny-le-Bretonneux, Trappes, Voisins-le-Bretonneux. En 2002, l'aménagement de la ville est considéré comme terminé, l'EPASQY est dissous le 31 décembre 2002 et le SAN devient la Communauté d'agglomération de Saint-Quentin-en-Yvelines en 2003. En 2016 la communauté d'agglomération s’agrandit de cinq communes (Villepreux, Les Clayes-Sous-Bois, Plaisir, Maurepas et Coignières), elle regroupe actuellement 12 villes.

### L'Isle-d'Abeau
En 1968 est décidée la création de la ville nouvelle de L'Isle-d'Abeau près de Lyon, avec pour objectif de créer une agglomération dans cette région de l'Isère, pôle créant un lien entre l'agglomération lyonnaise et celle de Chambéry. Une mission d'étude est créée en 1969 et l'établissement public d'aménagement de L'Isle-d'Abeau (EPIDA) est créé le 10 janvier 1972. Le périmètre d'OIN défini la même année concerne 21 communes du nord de l'Isère. En 1983, avec la loi Rocard, 16 communes quittent le syndicat mais leur territoire reste dans le périmètre de l'EPIDA. Seules cinq communes souhaitent former le nouveau SAN : Four, L'Isle-d'Abeau, Saint-Quentin-Fallavier, Vaulx-Milieu, Villefontaine. En 2007, le SAN est transformé en communauté d'agglomération Porte de l'Isère. Début 2009, l'EPIDA est transformé en établissement public d'aménagement Nord-Isère (EPANI). L'EPANI cesse son activité le 31 décembre 2011 ; ses compétences d'aménageur sont transférées à la communauté d'agglomération.

### Le Vaudreuil
En 1967, la création d'une ville nouvelle du Vaudreuil est décidée : l'objectif est à la fois d'accueillir des activités venues de la région parisienne et de décongestionner l'agglomération rouennaise. Une mission d'aménagement est mise en place en 1968 et l'Établissement public d'aménagement de la Ville Nouvelle du Vaudreuil (EPV) est créé en juin 1972. Le cas de Vaudreuil est particulier : on décide de maintenir le cadre communal. Pour cela, un « ensemble urbain » est créé dans un premier temps par démembrement d'une partie du territoire de huit communes de l'Eure : Incarville, Saint-Étienne-du-Vauvray, Saint-Pierre-du-Vauvray, Léry, Porte-Joie, Poses, Tournedos-sur-Seine et Le Vaudreuil. Cet ensemble est transformé en commune à part entière en 1981 sous le nom de Le Vaudreuil-Ville. L'aménagement urbain fait l'objet d'un seul et même projet d'aménagement coordonné par l'agence d'architectes Atelier de Montrouge. La ville prend le nom de Val-de-Reuil en 1984. En décembre 1985, l'aménagement de la ville est considéré comme terminé et l'EPV est dissous.

### Marne-la-Vallée

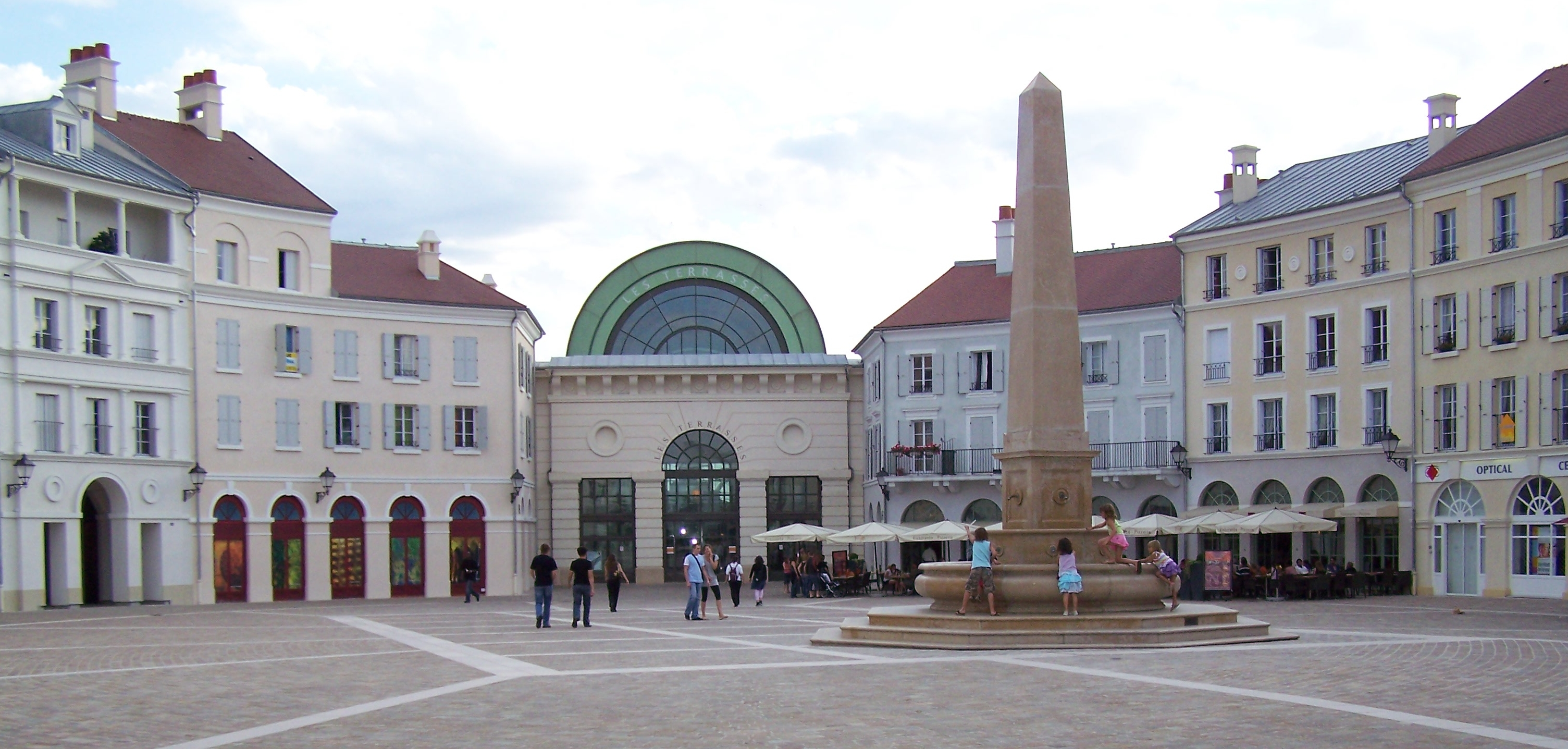
Place Toscane à Serris, secteur Val d'Europe de Marne-la-Vallée

L’établissement public d'aménagement de Marne-la-Vallée (Epamarne) est créé le 17 août 1972. Couvrant 15 000 hectares répartis sur 26 communes et trois départements (Seine-Saint-Denis, Val-de-Marne et Seine-et-Marne), Marne-la-Vallée est la plus grande ville nouvelle. L'aménagement d'un tel espace est organisé en quatre secteurs qui sont urbanisés progressivement en partant du secteur I, appelé Porte de Paris, qui regroupe les communes de Bry-sur-Marne, Noisy-le-Grand et Villiers-sur-Marne ; puis le secteur II, Val Maubuée, avec les communes de Champs-sur-Marne, Croissy-Beaubourg, Émerainville, Lognes, Noisiel et Torcy.
Un syndicat communautaire d'aménagement (SCA) est créé en 1973, au sein du secteur II et regroupant les six communes. Il est devenu syndicat d'agglomération nouvelle (SAN) en 1983, puis communauté d'agglomération de Marne-la-Vallée - Val Maubuée en 2013.
Le secteur III, Val de Bussy, regroupe les communes de Bussy-Saint-Georges, Bussy-Saint-Martin, Chanteloup-en-Brie, Collégien, Conches-sur-Gondoire, Ferrières-en-Brie, Gouvernes, Guermantes, Jossigny, Lagny-sur-Marne, Montévrain et Saint-Thibault-des-Vignes.
Le 24 mars 1987, à la suite du lancement du projet du parc Disneyland Paris, un second établissement d'aménagement est créé, appelé Epafrance, dont le siège est situé dans les mêmes locaux qu'Epamarne à Noisiel. Celui-ci couvre les cinq communes du secteur IV, en Seine-et-Marne, désigné depuis sous le nom de Val d'Europe : Bailly-Romainvilliers, Chessy, Coupvray, Magny-le-Hongre et Serris. Les compétences d'Epafrance sont étendues à la commune de Villeneuve-le-Comte en 2011.
Un nouveau SAN est créé dans le secteur IV en 1987 ; il devient le SAN des Portes de la Brie en 1988 puis prend le nom de syndicat d'agglomération nouvelle du Val d'Europe en 2001, qui devient la communauté d'agglomération Val d'Europe Agglomération en 2016. Villeneuve-le-Comte fait partie de la communauté de communes de la Brie boisée.
L'aménagement de la ville nouvelle est toujours en cours.

### Étang de Berre
En 1969, la création d'une ville nouvelle à proximité de Fos-sur-Mer, au nord-ouest de Marseille est acté. L'Établissement d'aménagement des rives de l'Étang-de-Berre (EPAREB) est créé en mars 1973 pour intervenir sur quatre communes : Fos-sur-Mer, Istres, Miramas et Vitrolles. Cette dernière commune est associée simplement à la ville nouvelle et n'adhère pas au SCA ni au SAN. En octobre 2001, il est décidé de mettre fin à l'aménagement de la ville nouvelle. L'EPAREB est dissous le 31 décembre 2001. Cependant, le SAN dénommé Ouest Provence, décide de ne pas adopter le statut de communauté d'agglomération et voit l'arrivée de trois nouvelles communes (Cornillon-Confoux, Grans et Port-Saint-Louis-du-Rhône) qui n'ont jamais appartenu à la ville nouvelle.

### Melun-Sénart devenue Sénart

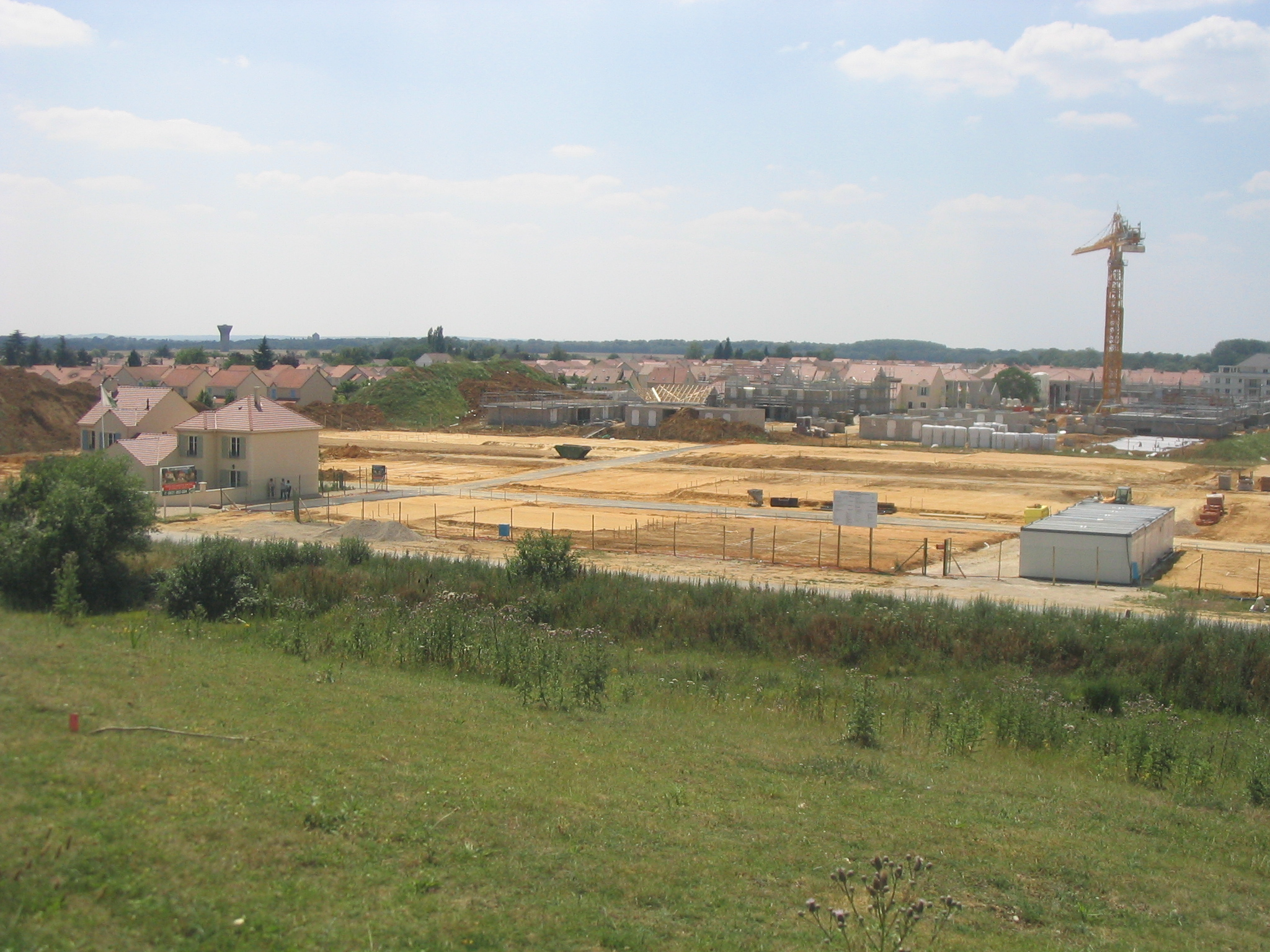
Chantier du quartier des cités-unies à Savigny-le-Temple à Sénart en 2006

C'est la dernière des villes nouvelles créées. Le périmètre défini en 1973 couvre 18 communes de l'Essonne et de Seine-et-Marne. L'Établissement Public d'Aménagement de Melun-Sénart (devenu EPASENART) est créé par décret du 15 octobre 1973. L'objectif n'est pas alors de créer un nouveau centre urbain mais un espace polycentrique pour en contrôler l'urbanisation entre l'agglomération d'Évry, l'extrémité de la banlieue parisienne autour du Val d'Yerres, et l'agglomération de Melun, chef-lieu historique de Seine-et-Marne. Pour cela, trois secteurs d'aménagement sont tracés : « Bords de Seine - Rive droite » à l'ouest, « Val-d'Yerres - Lieusaint-Moissy » au nord-est et « Grand Melun » au sud.
En 1983, huit communes quittent la ville nouvelle : Melun, Le Mée-sur-Seine et Seine-Port au sud et les communes essonniennes de Soisy-sur-Seine, Étiolles, Saint-Germain-lès-Corbeil, Morsang-sur-Seine et Saintry-sur-Seine. Deux SAN sont créés : le syndicat d'agglomération nouvelle de Sénart-Ville Nouvelle en Seine-et-Marne regroupant les communes de Cesson, Combs-la-Ville, Lieusaint, Moissy-Cramayel, Nandy, Réau, Savigny-le-Temple et Vert-Saint-Denis et le syndicat d’agglomération nouvelle de Sénart en Essonne regroupant deux communes de l'Essonne Saint-Pierre-du-Perray et Tigery. Deux nouvelles communes ont depuis rejoint ce dernier SAN (Morsang-sur-Seine et Saintry-sur-Seine).
À la suite du départ des communes périphériques de la ville et notamment de Melun, la ville nouvelle a pu se recentrer sur un projet central et s'est fixé l'objectif de créer un nouveau centre-ville appelé Carré Sénart. L'aménagement de la ville nouvelle est toujours en cours. Le 1er janvier 2015, le SAN de Sénart-Ville Nouvelle devient la communauté d'agglomération de Sénart et rejoint la communauté d'agglomération Grand Paris Sud Seine Essonne Sénart un an après, tout comme le SAN de Sénart en Essonne.

## Bilan
Bien qu'elles n'aient pas atteint les projections de départ, les villes nouvelles et les structures qui leur ont succédé (syndicat d'agglomération nouvelle, communauté d'agglomération, ou simple commune) abritent en 2013 un peu plus d'un million d'habitants.
Les 5 villes nouvelles franciliennes abritent 850 000 personnes et ont absorbé jusqu'à la moitié de la croissance démographique en Île-de-France entre 1975 et 1990. Depuis, elles n'en accueillent plus qu'un sixième.
- Marne-la-Vallée est la plus peuplée avec 291 000 habitants répartis sur 27 communes et 3 départements.
- Cergy-Pontoise compte 190 000 habitants sur 13 communes et 2 départements.
- Saint-Quentin-en-Yvelines héberge 230 000 personnes sur 12 communes du département des Yvelines.
- Sénart compte 117 000 habitants sur 12 communes et 2 départements.
- Évry Centre Essonne qui a repris le périmètre de la ville nouvelle d’Évry compte 115 000 habitants répartis sur 6 communes de l'Essonne.

Hors Île-de-France :
- La plus peuplée est Ouest Provence (ex Rives de l'Étang de Berre) avec ses 99 000 habitants installés dans 6 communes des Bouches-du-Rhône.
- Villeneuve-d'Ascq (ex Lille-Est) compte 63 000 habitants, après la fusion de 3 communes dans le département du Nord.
- L'Isle-d'Abeau regroupe 42 500 habitants dans 5 communes de l'Isère.
- Val-de-Reuil compte 13 500 habitants dans le département de l'Eure.

### La mémoire des villes nouvelles
Une première mission de réflexion, dite « Mission Roullier », du nom de Jean-Eudes Roullier, inspecteur général des finances qui l'a dirigée, est lancée en 1999. Un Comité interministériel d’histoire et d’évaluation des villes nouvelles est ensuite constitué en 2001, dont les travaux s'achèvent en 2005,. Il a participé à constituer un corpus de travaux de recherches, universitaires ou non, sur le sujet des villes nouvelles et de leur évolution. 
Au niveau local, des actions pour collecter la mémoire des premiers habitants de la ville nouvelle ont été lancées très rapidement. C'est le cas notamment autour du Musée de la ville de Saint-Quentin-en-Yvelines créé dès 1977, sous la forme d'un écomusée.